# Санта-Марія-Ое
Санта-Марія-Ое (італ. Santa Maria Hoè) — муніципалітет в Італії, у регіоні Ломбардія, провінція Лекко.
Санта-Марія-Ое розташована на відстані близько 500 км на північний захід від Рима, 35 км на північний схід від Мілана, 12 км на південь від Лекко.
Населення — 2205 осіб (2014).

## Демографія
Населення за роками:

Станом на 1 січня 2023 року в муніципалітеті офіційно проживали 173 іноземці з 27 країн, серед них 25 громадян країн Євросоюзу та 4 громадяни України.

## Сусідні муніципалітети
- Кастелло-ді-Бріанца
- Колле-Бріанца
- Ольджате-Мольгора
- Ла-Валетта-Бріанца